# 文心崇徳駅
文心崇徳駅（ぶんしんすうとくえき）は台湾台中市北屯区平徳里にある台中捷運緑線の駅。文心路と崇徳路二段の交差点西側に位置する。

## 沿革
計画時の駅番号はG6だった(p88)
- 2013年3月15日 - 当駅を含む工区起工[2](pp4-5)。
- 2018年6月30日 - 駅名決定[3]。
- 2020年
  - 5月 - 駅名変更を決定（崇徳文心→文心崇徳）[4]。
  - 11月16日 - プレ開業（12月15日まで4週間無料）[5]。
  - 11月22日 - 車両点検のため全線プレ開業中止[6]。
  - 12月19日 - 正式開業予定[5]。
- 2021年
  - 3月25日 - プレ営業再開（4月23日までの30日間はIC無料。4月24日は運休）[7]。
  - 4月25日 - 正式開業[8]。

## 駅構造
相対式ホーム2面2線の高架駅(p91)。駅舎は長さ101.6メートル、幅23.3メートル、高さ24.625メートル、ホーム地上高11.2メートル(p91)。出入口棟直上には建築家李祖原による高層複合ビルが建設される。

### 駅階層
3階にコンコースとホームがある。南行きホーム（北側）はコンコースとつながっておらず対面ホームから跨線橋で往来する必要がある。
| 地上 四階                      | 連絡通路層                                                 | 跨線橋 |
| 地上 三階                      |                                                            |        |
| 相対式ホーム、右側のドアが開く |                                                            |        |
| 2番線                          | ←■緑線 市政府・高鉄台中站方面（文心中清駅）                |        |
| 1番線                          | →■緑線 松竹・北屯総駅方面（四維国小駅）→                   |        |
| 相対式ホーム、右側のドアが開く |                                                            |        |
| コンコース層 （1番ホーム方）   | 出入口、コンコース、案内所、自動券売機、自動改札機、トイレ |        |

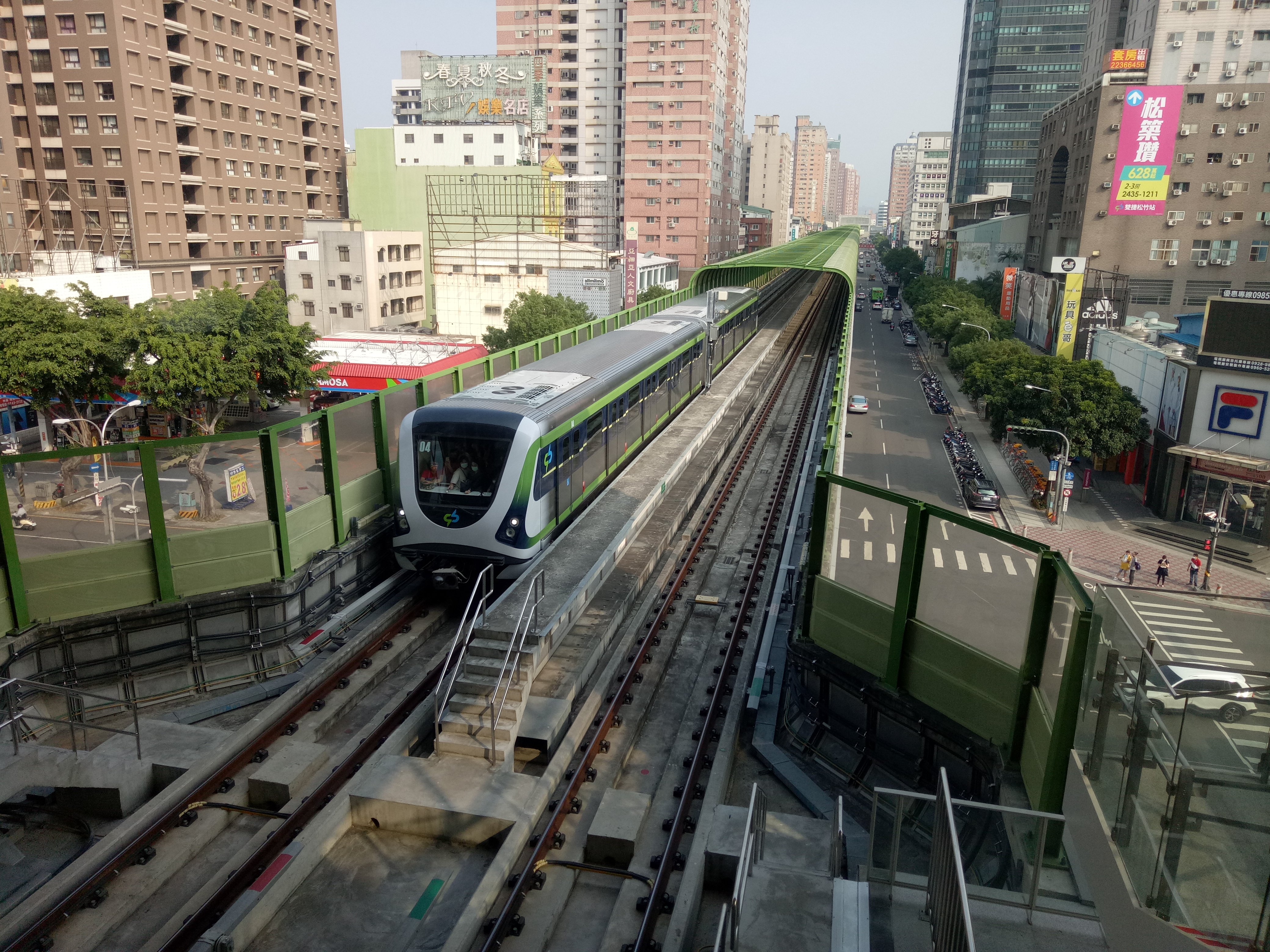
駅内の跨線橋から見たメトロ列車
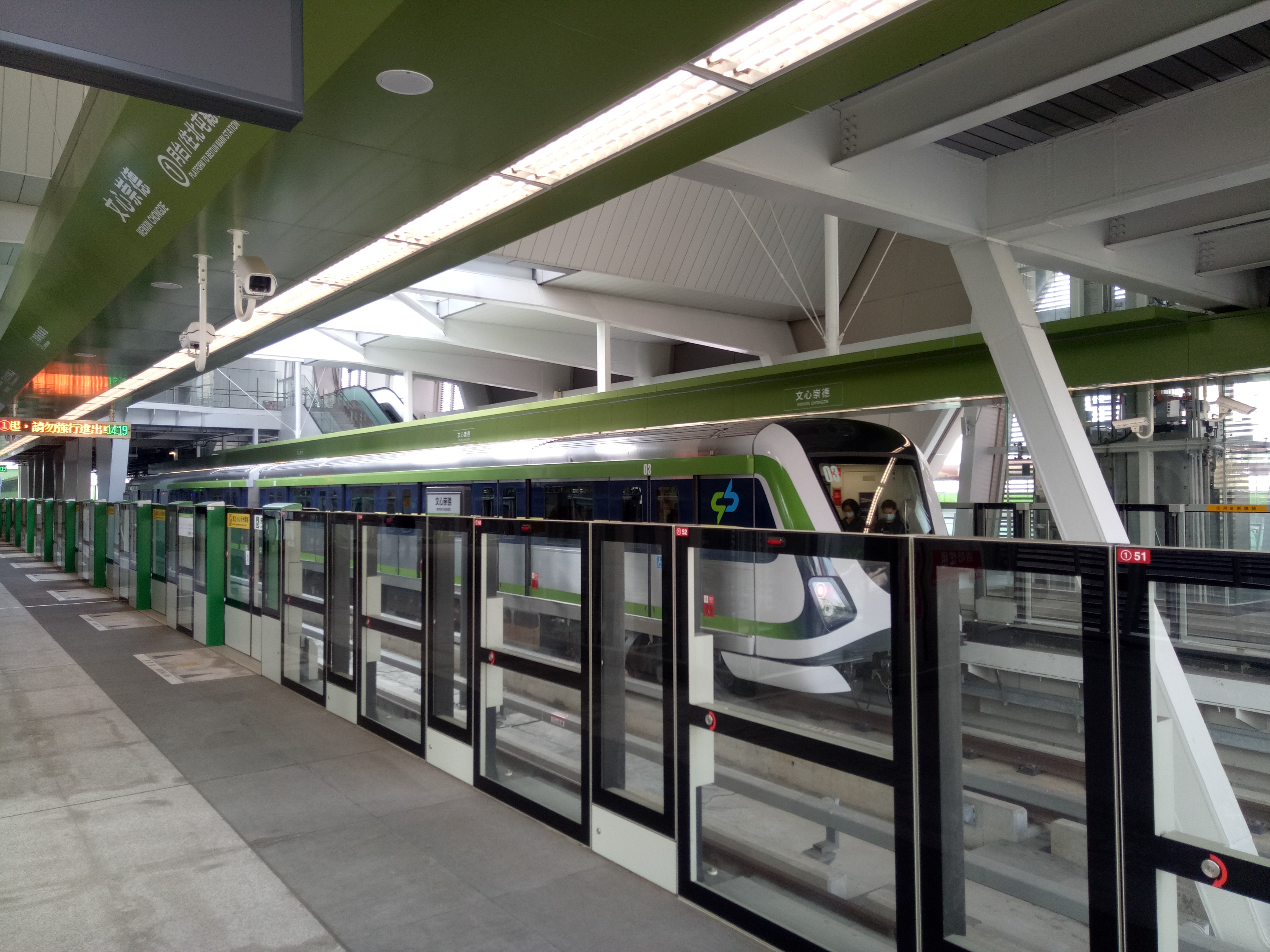
ホーム

## 駅周辺
- 台中市立文心国民小学（中国語版）
- 台中市立崇徳国民中学（中国語版）
- 台中民俗公園（中国語版）および台中民俗文物館

## 隣の駅
台中捷運
緑線（烏日文心北屯線）
四維国小駅 105 - 文心崇徳駅 106 - 文心中清駅 107

### 註釈
1. ↑  2020年11月16日にプレ開業、中断を経て3月25日から4月23日にプレ営業再開